# Peter Ekström (jurist)
Lars Peter Ekström, född den 8 augusti 1949, är en svensk jurist som var lagman i Sollefteå tingsrätt från 1994 till dess upphörande 2002  och därefter lagman i Svegs tingsrätt till den upphörde 2004 och därefter till 2007 lagman i Östersunds tingsrätt.
Ekström blev, efter att ha avlagt juris kandidatexamen, fiskal i Göta hovrätt 1982. Han utsågs till lagman i Sollefteå tingsrätt 3 februari 1994, efter att före dess varit avdelningsdirektör vid domstolsverket.